# NGC 5694
 NGC 5694 (còn được gọi là Caldwell 66) là cụm sao cầu trong chòm sao Trường Xà. Nó được phát hiện vào năm 1784 bởi William Herschel.

## Đặc điểm
Cụm sao cầu này nằm ở khoảng cách 114.000 năm ánh sáng (35.000 pc) từ Mặt trời và 96.000 năm ánh sáng (29.000 pc) từ trung tâm Thiên hà  và là một trong những cụm sao hình cầu lâu đời nhất được biết đến trong Dải Ngân hà, hình thành gần 12 tỷ năm trước.